# Abdallah Montera
Pour les articles homonymes, voir Abdallah.
Abdallah Montera, né Antoine Montera en 1817 en Corse et décédé le 23 juin 1895 à Mostaganem, est un enfant corse enlevé à l'âge de six ans par des corsaires de la Régence d'Alger en 1823. Converti à l'islam, il est intégré dans une famille algérienne de Mascara et devient un proche de l’entourage de l’Émir Abdelkader. Il est considéré comme un exemple tardif de renégat, dans une méditerranée encore marquée par la piraterie et les captures.

## Biographie
Né en Corse en 1817, Antoine Montera est capturé par des pirates barbaresques à proximité d’Ajaccio en 1823, alors qu’il n’a que six ans. Emmené à Alger, il est confié au Dey d'Alger, puis à une famille musulmane de Mascara. Converti à l'islam, il prend le prénom d’Abdallah,.
Dans les années 1830, il est pris en charge par la famille de l'émir Abdelkader et passe environ dix années dans leur entourage. Toutefois, à mesure que s'intensifie la conquête de l'Algérie par la France, ses origines chrétiennes et corses deviennent un motif de soupçon. Menacé, il quitte Mascara en 1841 pour rejoindre les troupes françaises opérant en Syrie,.
Il revient par la suite en Algérie, où il acquiert des terres, se marie et fonde une famille. Il nomme son fils Abdelkader Montera, en hommage à l'émir Abdelkader. Cette lignée comprend également Mahieddine Montera, avocat à Oran, figure marquante des années 1930–1940, connu pour sa défense des clubs de football algériens contre l'administration coloniale. Il est également président des Amis de la Corse d'Oran,.
Antoine Montera est mort le 23 juin 1895 à Mostaganem. Converti à l'islam, il repose dans le cimetière de Sidi Ben-Sabeur, situé à l'est de la ville, non loin du mausolée de Sidi Maâzouz. Sa sépulture se distingue par un monument funéraire de forme parallélépipédique, surmonté d'une plateforme ornée de cinq petits dômes disposés en quinconce : un au centre, les quatre autres aux angles. Cette architecture singulière rappelle à la fois la tradition funéraire locale et l'histoire exceptionnelle de son occupant. Gravée en lettres latines sur la stèle figure l'inscription suivante : « ABDALLAH MONTERA 1817–1895 ».

## Héritage
La famille Montera incarne un pont entre deux rives de la Méditerranée : la Corse et l'Algérie. Bien que le nom ait disparu à la quatrième génération, la mémoire de cette histoire a été ravivée par les recherches de l'historien corse Didier Rey, à l'occasion de ses travaux sur le football en Oranie,.

## Source principale
: document utilisé comme source pour la rédaction de cet article.
- N. K., « Entre la Corse et l'Algérie : l'incroyable destin des Montera », Corse-Matin, Ajaccio,‎ 2007 (lire en ligne, consulté le 8 août 2025).